# Movimiento de Acción Nacional (Venezuela)
El Movimiento de Acción Nacional (MAN) fue un partido político venezolano de derecha, fundado el 15 de mayo de 1960, fecha conmemorativa de la encíclica Rerum novarum del papa León XIII. Fue fundado por Germán Borregales, junto con Tadeo Guevara (hijo), Andrés Carvallo Istúriz y Alfredo Añez Wanloxten.

## Antecedentes

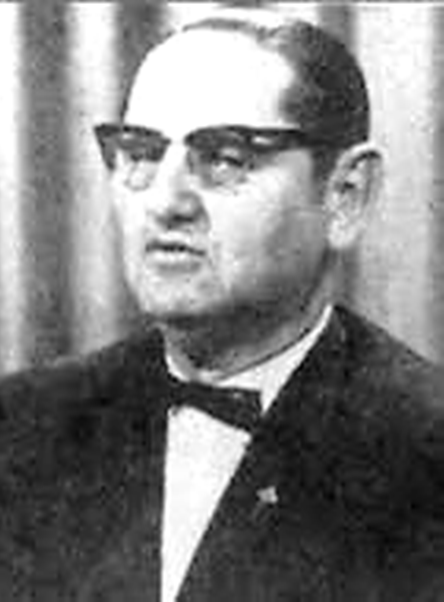
Germán Borregales.

Se puede considerar dicho partido como una escisión de COPEI, ya que en sus inicios, Borregales era dirigente de dicho partido. En 1959, se retiró del partido, al acusar su lider Rafael Caldera, de ser un comunista.
Antes de unirse a COPEI y de crear su partido, Borregales creó el Comité Electoral Falconiano, en 1946 y luego, en 1948, el Frente Nacional Anticomunista.

## Historia
Fue establecido en 1960. El partido tenía entre sus lemas, la frase "Ni comunismo ni hambre", y su enseña era la Cruz de Santiago roja sobre un fondo azul. Este partido fue considerado una corriente política de extrema derecha.
En las elecciones de 1963, el partido postuló a su líder, Germán Borregales, como candidato presidencial. En dichas elecciones, obtuvo el 0,32% de los votos, quedando en ultimo lugar, además de no obtener representación parlamentaria. En las elecciones de 1968, el partido nuevamente postuló a Borregales como candidato presidencial. En dichas elecciones, aumentó ligeramente sus números, obteniendo el 0,34% de los votos, y lograría obtener un escaño en el Congreso Nacional. Este asiento fue ocupado por el propio Borregales.
El partido volvería a participar en las elecciones de 1973, nuevamente postualndo a Borregales como candidato presidencial. En dicha elección, el partido obtuvo el 0,21% de los votos, y perdería su única representación en el Congreso Nacional. En cada campaña presidencial, Borregales hizo campaña de forma esporádica y centró la mayor parte de su atención en el escaño del Congreso. Tras la elección, el partido dejó de existir, y Borregales declararía públicamente que no volvería a la arena política.